# Gabriele Marzano
Gabriele Marzano (Monteroni di Lecce, 1º marzo 1894 – San Pietro Vernotico, 8 settembre 1980) è stato un archeologo e avvocato italiano.
Egli svolse anche importanti ruoli e incarichi istituzionali in Puglia.

## Biografia
Nipote del famoso avvocato Gabriele Marzano di Lecce, frequentò il Liceo Classico Palmieri nella stessa città. Si laureò in Giurisprudenza presso l'Università di Roma nel 1918.
Sposatosi nel 1922 si stabilì a San Pietro Vernotico in provincia di Brindisi, dove cominciò ad esercitare l'attività forense e a coltivare i suoi interessi storici ed archeologici.

## L'attività forense e istituzionale
Fondò nel 1931 e diresse la rassegna critica di dottrina e giurisprudenza “Il Foro salentino” edito a Lecce.
Ricoprì svariati incarichi pubblici istituzionali quali: componente sin dal 1929, su nomina prefettizia, della Giunta Provinciale Amministrativa presso la Prefettura di Brindisi, l'organo di giustizia amministrativa che aveva preceduto il Tribunale Amministrativo Regionale; componente, con decreto reale, della commissione per l'Ordine Provinciale dei Procuratori; Pretore onorario presso il Tribunale di Brindisi; componente del Comitato di sconto del Banco di Napoli di Brindisi; componente della Commissione provinciale per le imposte dirette di Brindisi; componente del Consiglio dell'Ordine degli avvocati presso il Tribunale di Brindisi; nel 1939 VicePretore Onorario a Brindisi.

## Archeologo e saggista
Fu nelle campagne della vicina Torchiarolo, che Gabriele Marzano si interessò per primo delle rovine dell'antica Valesio, sito messapico già nominato nel 1500 dall'umanista Antonio De Ferrariis. Negli anni '60, autorizzato dalla Sovrintendenza della Provincia di Brindisi, Gabriele Marzano avviò una campagna di scavi al centro dell'antico sito, in particolare sui resti di un'antica stazione termale di epoca romana.
‘Gabriele Marzano’ fu anche autore di numerosissime pubblicazioni su reperti e testimonianze archeologiche della civiltà messapica e romana in particolare a Brindisi e nel sito già nominato di Valesio.
Per l'interesse profuso per la scoperta e la conservazione dei beni archeologici della zona, Marzano ricevette nel 1955 l'incarico di direttore onorario del Museo Provinciale di Brindisi "Francesco Ribezzo". Fu in tale museo che, fra l'altro, Marzano raccolse una gran copia di reperti provenienti da Valesio, ancora oggi conservata come “Raccolta Marzano”.
Avviò e curò la pubblicazione di una rivista del Museo denominata Quaderni e studi, nella quale vennero pubblicati articoli dei più eminenti cultori di storia patria e di archeologia. Di questi ultimi, fra cui si annoverava anche il filologo, glottologo e linguista di fama internazionale Gerhard Rohlfs, Marzano era assiduo frequentatore.

## L'impegno sociale e culturale
A San Pietro Vernotico, Marzano riordinò e costituì come biblioteca pubblica, la grande raccolta di testi e manoscritti appartenuti allo studioso Giuseppe Melli.
Fondò a Brindisi la Sezione locale di Italia Nostra con il compito preciso di promuovere la salvaguardia dei beni culturali ed archeologici della Provincia di Brindisi.
Sul piano sociale ed economico, Gabriele Marzano fu anche convinto assertore del cooperativismo e della sua utilità per lo sviluppo delle campagne. Si adoperò per questo in iniziative di carattere sociale fra le quali la costituzione, già nel 1923, della Banca rurale di San Pietro Vernotico (divenuta poi Banca Popolare di Depositi e Prestiti) e la cooperativa “La casa popolare”, nel 1929 per lo sviluppo dell'edilizia popolare a San Pietro Vernotico.
Nel 1956, gli veniva conferita l'onorificenza di Ufficiale (iscritto al n. 12586 - serie prima) e nel 1957, quella di Commendatore (iscritto al n. 9550 - serie prima) dell'Ordine al Merito della Repubblica Italiana.
Alla sua morte, avvenuta nel 1980 a San Pietro Vernotico, il Museo archeologico di Brindisi volle dedicargli un volume in suo onore di studi storico-archeologici.

## Pubblicazioni

### Scritti
- Recenti scavi in Piazza Duomo a Brindisi, Bari, (1954)
- Il museo provinciale di Brindisi Francesco Ribezzo, guida, Arti Grafiche Nunzio Schena, (1961)
- Il Cisternone di masseria “Tagghiatedhe, in “La zagaglia” n. 15, Lecce 1962
- Rinvenimenti a Valesio: elementi fittili e frammenti architettonici di templi, in “Studi Salentini”, XIV, (Dic. 1962)
- Una vera zona industriale a Brindisi al tempo dei romani, in “La Gazzetta del Mezzogiorno”, 30-VI-1963;
- Ancora sui resti romani di via Casimiro. I diversi criteri per una nuova sistemazione in “La Voce del Sud”, 29-VI-1963
- Di un tesoretto di monete greche e di un santuario a Valesio in “Ricerche e studi” I (1964)
- Frammenti fittili e ossa umane scoperte in grotte presso Oria in “Ricerche e studi” I (1964)
- Il tesoretto di Salvatore, in “Ricerche e Studi” III (1967)
- Nel centro storico di Brindisi, in “Ricerche e Studi III (1967)
- Torchiarolo e i ricordi di altri tempi, in “Studi Salentini”, XXIX-XXX (marzo-giugno 1968);
- Il tesoretto di Incusi detto della Direttrice, in <<Studi Salentini>>, (1969), pp. 343–346
- L'attuale superstrada Brindisi-Lecce sul tracciato dell'antica Traiana in “La Voce del Sud”, 15-V-1971
- Le strutture absidali delle chiese salentine, in “Vetera Christianorum” 10 (1973)
- Il 1848 a San Pietro Vernotico, (1971) in “Brundisii Res” 1974-6

- Studi in memoria di Gabriele Marzano, Museo archeologico provinciale "Francesco Ribezzo di Brindisi", 1980

- Valesio (Puglia)
- Brindisi (Puglia